# 니시테쓰와타제역
니시테쓰와타제역(일본어: 西鉄渡瀬駅, にしてつわたぜえき)은 일본 후쿠오카현 오무타시에 위치한 서일본 철도 덴진오무타 선의 역이다. 역 번호는 T45이다. 여객용 안내에서는 "니시테쓰"를 생략하고 "와타제"라고 안내된다.

## 역사
- 1938년 10월 1일: 와타제역으로 영업 개시.
- 1942년 9월 22일: 니시테쓰와타제역으로 역명 변경.
- 1966년: 역사 개축.
- 2014년 3월 22일: 역 창구 영업 시간 변경.
- 2017년 2월 1일: 역 번호 도입.

## 역 구조
섬식 승강장 2면 4선의 지상역이다. 니시테쓰 스테이션 서비스가 역 업무를 하는 업무위탁역으로 낮의 일부 시간대는 역무원이 부재한다.
아침 러시아워에는 특급과 급행이 보통을 앞지른다. 야나가와 ~ 오무타 구간에서 유일하게 완급 접속이나 추월을 할 수 있는 구조로 되어 있어 후쿠오카 방향에 건늠선이 있다(1번 승강장에서 회차 가능). 그래서, 과거에는 당역 회송 열차도 설정되어 있었다.

### 승강장
| 1・2 | ■ 덴진오무타 선 | 신사카에마치・오무타 방면             |
| 3・4 | ■ 덴진오무타 선 | 야나가와・구루메・후쿠오카(덴진) 방면 |

## 역 주변
JR 가고시마 본선 와타제역은 북쪽의 히라키역과 가깝다.
- 시조야마시타 간이 우체국
- 국도 제208호선
- 굿 데이 크라나가점

## 인접역
| 서일본 철도 ■ 덴진오무타 선             | 서일본 철도 ■ 덴진오무타 선 | 서일본 철도 ■ 덴진오무타 선 |
| --------------------------------------- | --------------------------- | --------------------------- |
| T44 히라키 니시테쓰 후쿠오카(덴진) 방면 | ■ 보통                      | 구라나가 T46 오무타 방면    |